# Боббі Герлі
Боббі Герлі (англ. Bobby Hurley, 28 червня 1971) — американський баскетболіст.
Переможець літньої Універсіади 1991 року.
Срібний призер Ігор доброї волі 1990 року.